# Nassenerfurth
Das Dorf Nassenerfurth ist seit dem 1. Januar 1974 ein Stadtteil von Borken im nordhessischen Schwalm-Eder-Kreis.

## Geografie
Die Gemarkung Nassenerfurth liegt im Olmesgrund, südwestlich der Kernstadt Borken, und hat eine Größe von ca. 513 Hektar. Die Olmes kommt von Süden, fließt am östlichen Ortsrand entlang, dann westlich um den Borkener See herum, ehe sie nördlich von Borken in die Schwalm mündet.
Die Landesstraße 3149 von Borken und Trockenerfurth umgeht den Ort westlich und südlich und führt weiter nach Dillich. Die Main-Weser-Bahn und die Bundesautobahn 49 verlaufen ein bzw. zwei Kilometer westlich des Orts. Der nächste Autobahnanschluss befindet sich etwa vier Kilometer nördlich an der Bundesstraße 3 zwischen Kerstenhausen und Kleinenglis.
Wie auch in den anderen umliegenden Orten wurde die Landschaft durch den ehemaligen Braunkohletagebau im Borkener Braunkohlerevier geprägt. So liegt heute ein Teil der Gemarkung, unmittelbar nordöstlich des Dorfs, im Naturschutzgebiet Borkener See, entstanden nach der Rekultivierung des Tagebaurestlochs „Altenburg IV“, wo von 1954 bis 1975 etwa 9 Millionen Tonnen Braunkohle gefördert wurden. Mit der Rekultivierung in den Jahren 1975 bis 1992 entstand der See, der mit seiner Uferlandschaft heute ein Naturschutzgebiet ist. Der Borkener See selbst trennt Nassenerfurth von Borken.

## Geschichte

Das Wappen der Holzsadel, urkundliche Erstbesitzer der Wasserburg in Nassenerfurth

Die älteste bekannte urkundliche Erwähnung des Ortes „Erffrede“ war im Jahre 1040. „Naszinerphurd“ als solches wird 1357 in einer Urkunde des Klosters Spieskappel erstmals erwähnt, als das Kloster seinen Hof zu Nassenerfurth tauschte. Schon im Jahre 1338 wird jedoch eine wohl im 14. Jahrhundert erbaute Wasserburg erwähnt, als die Brüder Eberhard, Widerold und Konrad von Hohenberg, genannt Holzadel, Söhne des Hermann gen. Holtzsatel aus „Erpherde“ (Erfurth), als Inhaber eines Homberger Burglehens in Nassenerfurth genannt werden. 1356 wurde Johann von Falkenberg vom Mainzer Erzbischof Gerlach mit dieser Burg oder einem Teil davon belehnt, aber schon im nächsten Jahr geriet er offenbar mit dem Erzbischof in Streit, so dass dieser die Burg einnahm und sie dem Ministerialen Schrendeisen 1357 zu Lehen übergab. Im Jahr 1359 legten Erzbischof Gerlach und Johann von Falkenberg ihren Streit bei, und der Erzbischof belehnte Johann von Falkenberg zunächst mit einem halben Vorwerk zu Nassenerfurth, 1365 dann wieder mit dem gesamten mainzischen Besitz in Nassenerfurth.
Die Holzsadel waren allerdings weiterhin die bedeutendsten Grundbesitzer im Ort. Im Jahre 1400 wurde ihre Kemenate in Nassenerfurth durch Feuer zerstört, wohl im Zuge der langdauernden kriegerischen Auseinandersetzungen zwischen Kurmainz und den Landgrafen von Hessen; Erzbischof Johann von Mainz nahm noch im gleichen Jahr die Brüder Heinrich und Henne Holzsadel als Burgmannen in Fritzlar mit 20 Gulden Burglehen auf, als Wiedergutmachung für den ihrer Familie entstandenen Schaden.
Mit dem Sieg von Landgraf Ludwig I. über Kurmainz im Mainzisch-Hessischen Krieg (1427) kam Nassenerfurth zur Landgrafschaft Hessen. 1437 belehnte Landgraf Ludwig I. den Ritter Werner Holzsadel erneut mit dem Burgsitz sowie mit einem Haus und drei Hufen zu Nassenerfurth. Erneute Belehnungen der Holzsadel durch die hessischen Landgrafen mit Haus, Burgsitz und Grundbesitz in Nassenerfurth sind bis 1491 urkundlich belegt. 1485 wurde das Haus bzw. die Wasserburg der Holzsadel zu Nassenerfurth in den landgräflichen Kriegen erneut zerstört, und im Jahre 1516 verkaufte der Sinziger Amtmann Werner Holzsadel die Burg und Hofreite an die Familie derer von Wildungen, die daraufhin auch von Landgraf Philipp I. damit belehnt wurden. 1538 belehnte Landgraf Philipp seinen Ministerialen Hiob von Schrendeisen mit Burg und Dorf Nassenerfurth, die dieser über seine Mutter Elisabeth von Wildungen geerbt hatte. Schrendeisens Söhne verkauften die Burg im Jahre 1590 an Philipp Wilhelm von Cornberg, den außerehelichen Sohn des Landgrafen Wilhelm IV., der sie aber bereits 1594 an seinen Halbbruder, Landgraf Moritz, verkaufte.
Dieser belehnte 1598 Asmus von Baumbach mit der Burg und dem Dorf. Asmus von Baumbach ließ an der Stelle der alten Burg, unter Einbeziehung von deren Resten, das Schloss Nassenerfurth errichten. Das Schloss wurde im Dreißigjährigen Krieg am 7. September 1631 von Truppen der Katholischen Liga geplündert und verwüstet und im Jahre 1636 von polnischen Truppen ein zweites Mal heimgesucht. Nach dem Ende des Kriegs wurde die Anlage restauriert und im Laufe der folgenden zwei Jahrhunderte durch zusätzliche Wohn- und Wirtschaftsgebäude erweitert. Die Belehnung an die Baumbachs wurde bis 1822 wiederholt erneuert, und bis in die frühen 1970er Jahre blieb das Schloss Privatbesitz der Familie. Das Dorf Nassenerfurth hingegen wurde während der Zeit des Königreichs Westphalen von König Jérôme Bonaparte eingezogen und war seitdem staatlicher Besitz.
Andere geistliche und weltliche Herren, die in Nassenerfurth Grundbesitz und/oder Zehnteinkünfte besaßen oder zu Lehen innehatten, waren die Grafen von Ziegenhain, das Kloster Spieskappel (1430 beurkundet), die Herren von Linsingen (1441–1526 belegt) und die Familie von dem Berge (1411–1591).
Zum 1. Januar 1974 wurde die bis dahin selbständige Gemeinde Nassenerfurth im Zuge der Gebietsreform in Hessen kraft Landesgesetz in die Stadt Borken eingegliedert.  Für alle durch die Gebietsreform eingegliederten Stadtteile wurde Ortsbezirke mit Ortsbeirat und Ortsvorsteher eingerichtet.

## Bevölkerung
Einwohnerstruktur 2011
Nach den Erhebungen des Zensus 2011 lebten am Stichtag dem 9. Mai 2011 in Nassenerfurth 579 Einwohner. Darunter waren 6 (1,0 %) Ausländer.
Nach dem Lebensalter waren 93 Einwohner unter 18 Jahren, 243 zwischen 18 und 49, 144 zwischen 50 und 64 und 99 Einwohner waren älter. Die Einwohner lebten in 231 Haushalten. Davon waren 60 Singlehaushalte, 60 Paare ohne Kinder und 81 Paare mit Kindern, sowie 24 Alleinerziehende und 6 Wohngemeinschaften. In 39 Haushalten lebten ausschließlich Senioren und in 156 Haushaltungen lebten keine Senioren.
Einwohnerentwicklung
| Quelle: Historisches Ortslexikon |                |
| • um 1570:                       | 42 Hausgesesse |
| • 1724:                          | 97 Personen    |
| • 1742:                          | 44 Häuser      |
| • 1747:                          | 52 Hausgesesse |

| Nassenerfurth: Einwohnerzahlen von 1775 bis 2020 | Nassenerfurth: Einwohnerzahlen von 1775 bis 2020 | Nassenerfurth: Einwohnerzahlen von 1775 bis 2020 | Nassenerfurth: Einwohnerzahlen von 1775 bis 2020 | Nassenerfurth: Einwohnerzahlen von 1775 bis 2020 |
| --- | ------------------------------------------------ | ------------------------------------------------ | ------------------------------------------------ | ------------------------------------------------ |
| Jahr |                                                  |                                                  |                                                  | Einwohner                                        |
| 1775 | 1775                                             |                                                  | 255                                              | 255                                              |
| 1800 | 1800                                             |                                                  | ?                                                | ?                                                |
| 1834 | 1834                                             |                                                  | 382                                              | 382                                              |
| 1840 | 1840                                             |                                                  | 378                                              | 378                                              |
| 1846 | 1846                                             |                                                  | 385                                              | 385                                              |
| 1852 | 1852                                             |                                                  | 390                                              | 390                                              |
| 1858 | 1858                                             |                                                  | 388                                              | 388                                              |
| 1864 | 1864                                             |                                                  | 356                                              | 356                                              |
| 1871 | 1871                                             |                                                  | 331                                              | 331                                              |
| 1875 | 1875                                             |                                                  | 327                                              | 327                                              |
| 1885 | 1885                                             |                                                  | 337                                              | 337                                              |
| 1895 | 1895                                             |                                                  | 317                                              | 317                                              |
| 1905 | 1905                                             |                                                  | 332                                              | 332                                              |
| 1910 | 1910                                             |                                                  | 347                                              | 347                                              |
| 1925 | 1925                                             |                                                  | 364                                              | 364                                              |
| 1939 | 1939                                             |                                                  | 415                                              | 415                                              |
| 1946 | 1946                                             |                                                  | 666                                              | 666                                              |
| 1950 | 1950                                             |                                                  | 735                                              | 735                                              |
| 1956 | 1956                                             |                                                  | 638                                              | 638                                              |
| 1961 | 1961                                             |                                                  | 614                                              | 614                                              |
| 1967 | 1967                                             |                                                  | 683                                              | 683                                              |
| 1970 | 1970                                             |                                                  | 718                                              | 718                                              |
| 1980 | 1980                                             |                                                  | ?                                                | ?                                                |
| 1990 | 1990                                             |                                                  | ?                                                | ?                                                |
| 2000 | 2000                                             |                                                  | ?                                                | ?                                                |
| 2011 | 2011                                             |                                                  | 579                                              | 579                                              |
| 2020 | 2020                                             |                                                  | 552                                              | 552                                              |
| Datenquelle: Historisches Gemeindeverzeichnis für Hessen: Die Bevölkerung der Gemeinden 1834 bis 1967. Wiesbaden: Hessisches Statistisches Landesamt, 1968. Weitere Quellen: LAGIS; Stadt Borken (Hessen), Zensus 2011 |                                                  |                                                  |                                                  |                                                  |

Historische Erwerbstätigkeit
| • 1961 | Erwerbspersonen: 106 Land- und Forstwirtschaft, 122 Produzierendes Gewerbe, 11 Handel und Verkehr, 23 Dienstleistungen und Sonstiges |

 Historische Religionszugehörigkeit
| Quelle: Historisches Ortslexikon |                                                                    |
| • 1835:                          | 376 evangelisch-reformierte, 4 jüdische Einwohner                  |
| • 1861:                          | 352 evangelisch-reformierte, 5 jüdische Einwohner                  |
| • 1885:                          | 337 evangelische (= 100,00 %) Einwohner                            |
| • 1961:                          | 460 evangelische (= 74,2 %). 154 katholische (= 25,08 %) Einwohner |

## Religion
Der erste Pleban ist im Jahre 1378 bekundet. 1432 war Nassenerfurth eigenständige Pfarrei.

### Evangelische Kirche

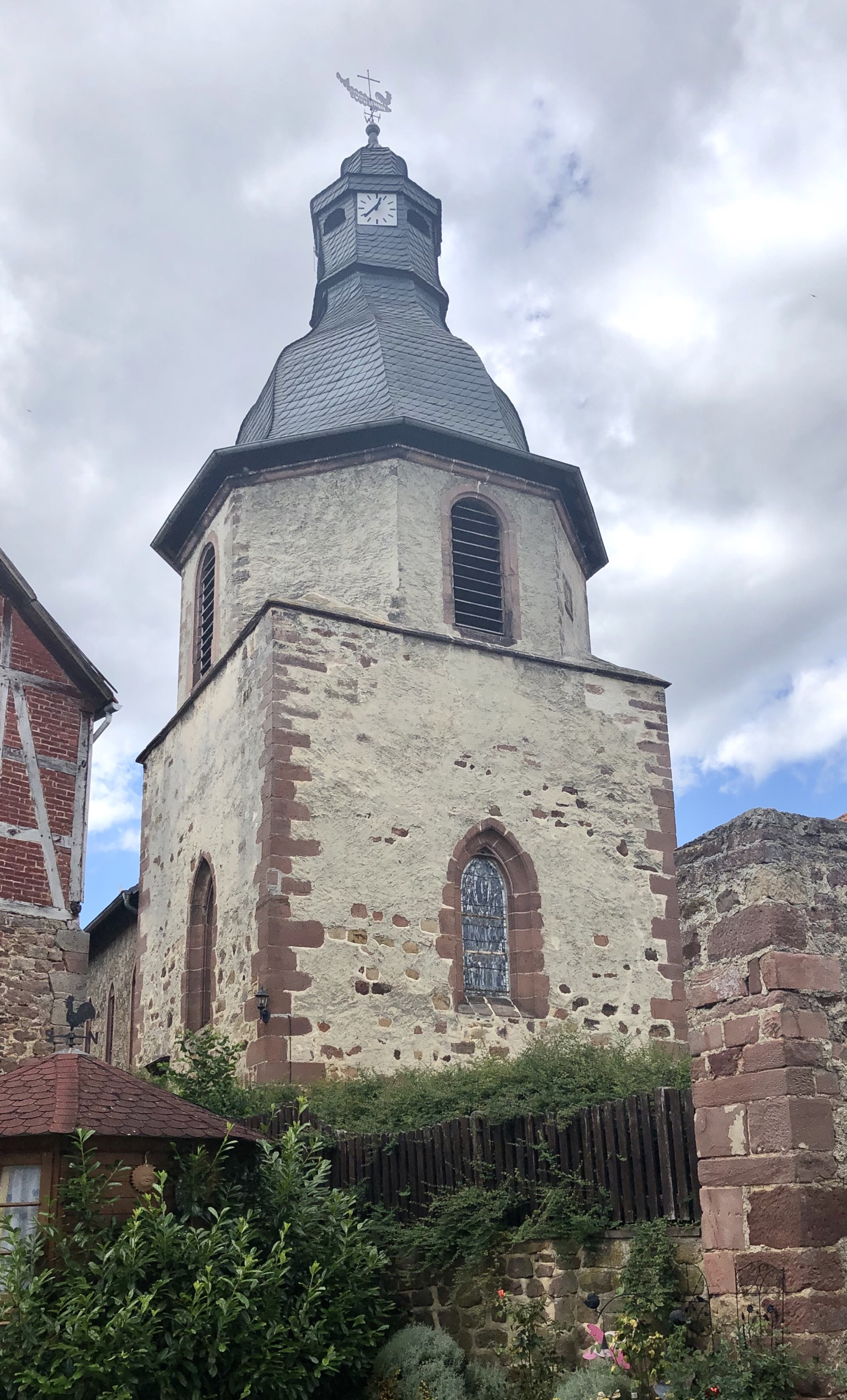
Evangelische Kirche Nassenerfurth

Der erste evangelische Pfarrer nach der Reformation war ab 1527 Christian Gleimenhain. Von 1557 bis 1835 war Trockenerfurth, ab 1569 auch Haarhausen nach Nassenerfurth eingepfarrt. Das Kirchenpatronat hielten, als hessisches Lehen, spätestens seit 1528 die Herren von Grifte bzw. ab 1597 die Herren von Meysenbug als deren Erben. Als Asmus von Baumbach 1598 mit Burg und Dorf belehnt wurde, kaufte er das Kirchenpatronat von den Meysenbug, und seine Familie hatte es danach ununterbrochen inne.
Die evangelische Dorfkirche wurde im Jahre 1512 erbaut. Ihr Turm enthält vier Bronzeglocken. An der Glocke 3 befindet sich ein Uhrschlagwerk für die vollen Stunden.
| Schlagton | Gussjahr | Gießer                          | Durchmesser | Anschläge pro Minute |
| --------- | -------- | ------------------------------- | ----------- | -------------------- |
| as1       | 1964     | Rincker, Sinn/Hessen            | 94 cm       | 60                   |
| b1        | 1715     | Johann Geyrich Ulrich, Hersfeld | 78 cm       | 62                   |
| des2      | 1921     | Rincker, Sinn/Hessen            | 70 cm       | 64                   |
| es2       | 1964     | Rincker, Sinn/Hessen            | 63 cm       | 70                   |

Das ältere künstlerisch gestaltete Fenster, hinter dem Altar, wurde anlässlich der Baumaßnahme von 1900 durch die Glasmalerei-Werkstatt K.J. Schultz Söhne in Marburg geschaffen. Das jüngere künstlerisch gestaltete Fenster wurde 1957 von Christiane Wollenhaupt-Brenner entworfen.

### Katholische Kirche

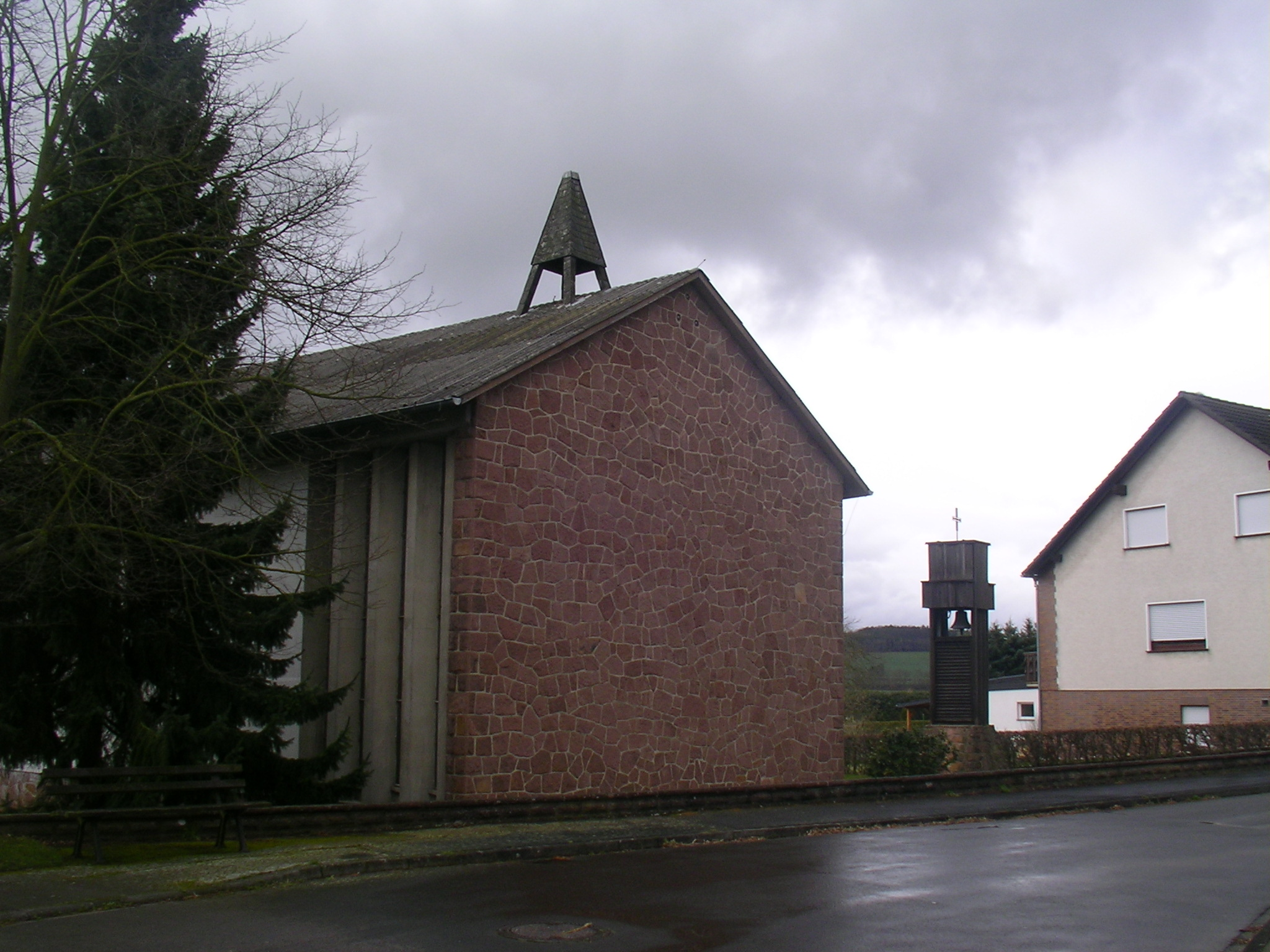
Ehem. katholische Kirche in Nassenerfurth

Als nach dem Zweiten Weltkrieg die Zahl der katholischen Einwohner durch Heimatvertriebene stark anstieg, wurden mit der Kirche Maria Regina 1958/59 in Nassenerfurth und der Kirche St. Gerhard Majella 1960/61 im nahen Kleinenglis als Filialkirchen der Pfarrkirche Christkönig in Borken neue katholische Kirchen erbaut. Da die Zahl der katholischen Gemeindemitglieder inzwischen wieder stark abgenommen hatte, wurden die beiden Kirchen am 1. Oktober 2008 durch das Bistum Fulda profaniert und geschlossen. Die Kirche in Kleinenglis ist heute eine Lagerstätte des Bistums, die in Nassenerfurth steht zum Verkauf; ihr Glockenträger samt Glocke wurde nach Hosenfeld-Brandlos bei Fulda verbracht und dort im Jahre 2011 zwischen Friedhof und Lourdesgrotte aufgestellt.

## Politik
Für Nassenerfurth besteht ein Ortsbezirk (Gebiete der ehemaligen Gemeinde Nassenerfurth) mit Ortsbeirat und Ortsvorsteher nach der Hessischen Gemeindeordnung. Der Ortsbeirat besteht aus neun Mitgliedern.
Bei den Kommunalwahlen in Hessen 2021 betrug die Wahlbeteiligung zum Ortsbeirat Nassenerfurth 61,05 %. Alle Kandidaten gehörten der „Einheitsliste Nassenerfurth“ an. Der Ortsbeirat wählte Gerhard Buchholz zum Ortsvorsteher.

## Schloss Nassenerfurth

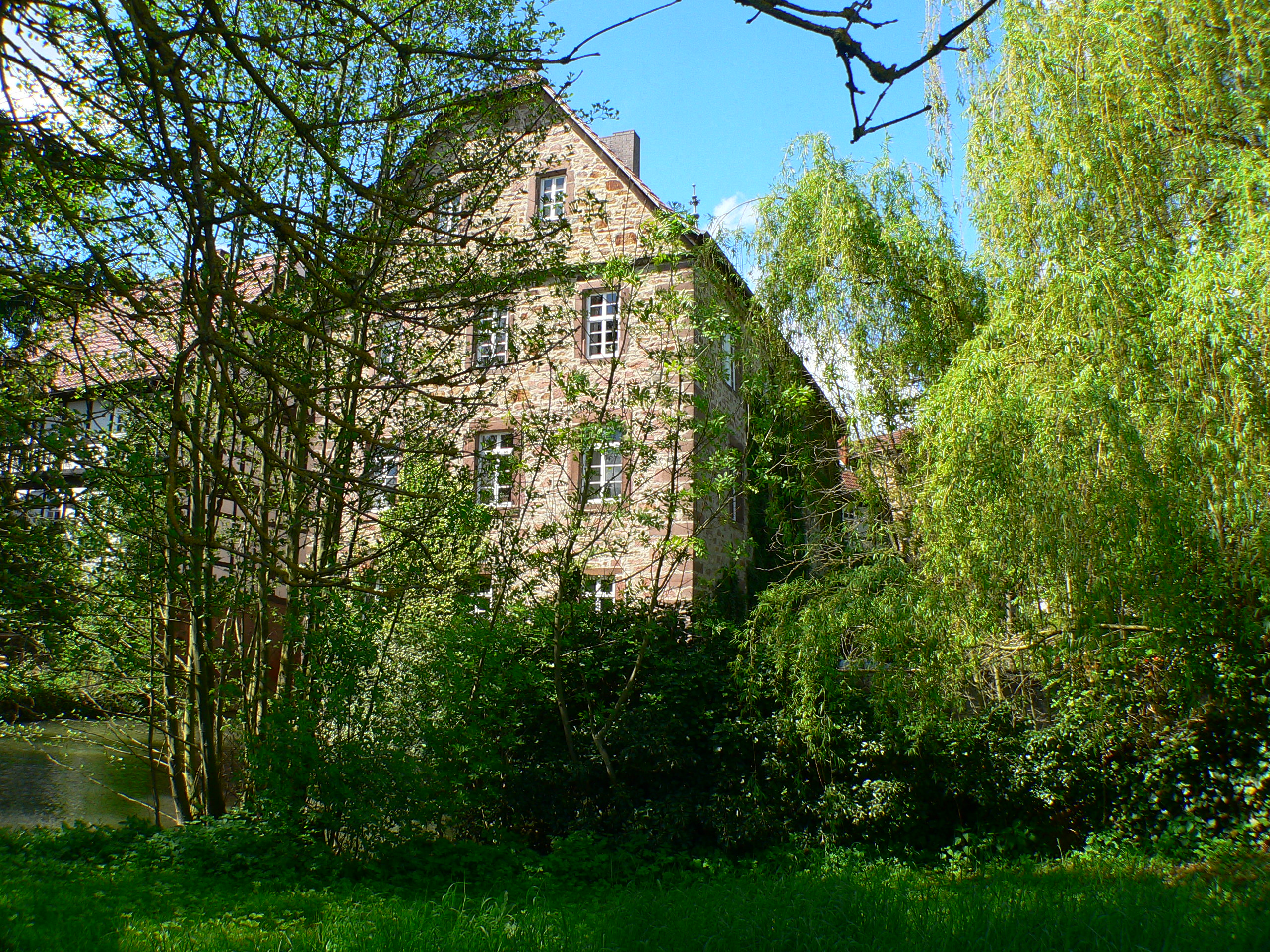
Das Schloss

Das Schloss Nassenerfurth, auch Baumbachsches Schloss genannt, befindet sich im Osten der Dorfanlage. Es steht an der Stelle einer wohl im 14. Jahrhundert erbauten und 1485 zerstörten Wasserburg auf 183 m über NN und ist noch heute von teilweise verlandeten Wassergräben umgeben. Die Anlage besteht aus drei größeren Flügeln, die gewinkelt und grob halbkreisförmig einen nach Osten offenen Innenhof flankieren, einem Treppenturm und einer geräumigen Vorburg mit Wirtschafts- und Wohngebäuden.
Das Schloss befindet sich in Privatbesitz. Es kann für standesamtliche Trauungen und private Feiern in eigens dafür ausgestatteten Räumen angemietet werden.